# Juan de Jongh
Pas d'image ? Cliquez ici

a Compétitions nationales et continentales officielles uniquement.

b Matchs officiels uniquement.
Dernière mise à jour le 22 novembre 2023.
Juan Leon de Jongh, né le 15 avril 1988 à Paarl (Afrique du Sud), est un joueur international sud-africain de rugby à XV et de rugby à sept évoluant au poste de centre.
Il comme sa carrière en 2009 dans le Super 15 avec les Stormers et en Currie Cup avec la Western Province, avant de rejoindre les Wasps depuis 2017 où il joue jusqu'en 2021, date à laquelle il retourne jouer avec les Stormers et la Western Province jusqu'à sa retraite en novembre 2023.

## Biographie
Juan de Jongh joue avec l'équipe d'Afrique du Sud des moins de 19 ans en 2002. Il obtient sa première sélection lors d'un match face au pays de Galles le 5 juin 2010.
Après la saison 2017 de Super Rugby, il rejoint le club anglais des Wasps évoluant en Premiership.
En 2019-2020, les Wasps atteignent la finale du championnat et affronte les Exeter Chiefs. Pour cette rencontre, Juan de Jongh est titulaire au centre accompagné par Jimmy Gopperth mais son équipe est battue 19 à 13,.
À l'issue de la saison 2020-2021, il fait son départ des Wasps et retourne en Afrique du Sud au sein de la Western Province et de la franchise des Stormers, évoluant désormais dans le United Rugby Championship à partir de la saison 2021-2022. Il remporte la compétition dès sa première saison mais ne dispute pas la finale.
En novembre 2023, il annonce prendre sa retraite sportive.

## Statistiques en équipe nationale

### À XV
- 19 sélections entre 2010 et 2016 avec l'équipe d'Afrique du Sud de rugby à XV.
- 15 points (3 essais).

### À sept
- 30 sélections entre 2015 et 2016 avec l'équipe d'Afrique du Sud de rugby à sept.
- 45 points (9 essais).

## Palmarès

### En club
- Finaliste du Super 14 en 2010 avec les Stormers.
- Finaliste de la Currie Cup en 2010, 2013 et 2015 avec la Western Province.
- Vainqueur de la Currie Cup en 2012, 2014 et 2017 avec la Western Province.
- Vainqueur du Rugby Challenge en 2017 avec la Western Province.
- Finaliste du Championnat d'Angleterre en 2020 avec les Wasps.
- Vainqueur du United Rugby Championship en 2022 avec les Stormers.
- Finaliste du United Rugby Championship en 2023 avec les Stormers.

### En sélection
- Médaille de bronze de rugby à sept aux Jeux olympiques 2016 avec l'équipe d'Afrique du Sud de rugby à sept.